# Studentska mirovna nagrada
Studentska mirovna nagrada dodjeljuje se jednom u dvije godine studentu ili studentskoj organizaciji koja je ostvarila značajan doprinos u stvaranju mira i promociji ljudskih prava. Nagrada se dodjeljuje u ime svih studenata u Norveškoj, a za nju je zadužen Ured studentske mirovne nagrade u Trondheimu, koji imenuje Nacionalno vijeće za nominacije s predstavnicima sveučilišta i fakulteta u Norveškoj, kao i neovisni Odbor za mirovnu nagradu koji istu i dodjeljuje. Svečanost dodjele održava se tijekom Međunarodnog studentskog festivala u Trondheimu (ISFiT).

## Vijeće
Od 2010. Odbor za mirovnu nagradu ima devet članova, i čine ga četiri predstavnika iz Nacionalne unije studenata u Norveškoj (NSO), jedan predstavnik Međunarodnog fonda za pomoć studentima i akademcima (SAIH), i četiri stručnjaka koji nisu studenti.
Između ostalih, članovi Odbora za 2011 godinu su: Ole Danbolt Mjøs, bivši predsjednik Odbora Nobelove nagrade za mir, Børge Brende, bivši ministar trgovine i industrije i trenutni glavni tajnik norveškog Crvenog križa, urednik vijesti u Norveškoj radiotelevizijskoj korporaciji (NRK) Gro Holm, Vigdis Lian, ravnatelj norveške komisije UNESCO-a, predsjednica Nacionalne unije studenata u Norveškoj (NSO) Anne Karine Nymoen i predsjednik Međunarodnog fonda za pomoć studentima i akademcima (SAIH), Runar Myrnes Balto.
Neki od prijašnjih članova su i: bivši premijer i direktor Centra za mir i ljudska prava Oslo Kjell Magne Bondevik, direktor NUPI-a Jan Egeland, bivši direktor Međunarodnog instituta za istraživanje mira (PRIO) Stein Tønnesson, bivši ministar vanjskih poslova i predsjednik norveškog Crvenog križa, Thorvald Stoltenberg.

## Nominacije
Vijeće za nominacije prima nominacije svih zainteresiranih strana. Nominirani trebaju biti studenti ili studentske organizacije. Vijeće za nominacije čine studenti s raznih sveučilišta i fakulteta u Norveškoj.

## Nagrada
Od 2010., dobitnik nagrade prima 50 000 NOK (oko 5000 eura) i pozvan je na svečanost dodjele nagrade tijekom Međunarodnog studentskog festivala u Trondheimu (ISFiT). Dobitnik ili odabrani predstavnik nakon toga putuje po norveškim gradovima i dobiva priliku upoznati se s humanitarnim organizacijama i istaknutim političarima. Novac za nagradu dodjeljuje se iz neovisnog fonda koji vodi Studentska dobrotvorna organizacija u Trondheimu.

## Dobitnici
- 1999. – ETSSC, studentska organizacija u Istočnom Timoru i Antero Benedito da Silva
- 2001. – ABFSU, studentska organizacija u Burmi i Min Ko Naing
- 2003. – ZINASU, studentska organizacija u Zimbabveu
- 2005. – ACEU, studentska organizacija u Kolumbiji
- 2007. – Charm Tong (25) iz Burme
- 2009. – Elkouria «Rabab» Amidane (23) iz Zapadne Sahare
- 2011. – Duško Kostić iz Hrvatske

## Vanjske poveznice
- Službene stranice
- ISFiT-ove stranice